# Rutland (hrabství)
Rutland je vnitrozemské anglické hrabství v regionu East Midlands. Na západě a severu je ohraničené hrabstvím Leicestershire, na severovýchodě Lincolnshire a jihovýchodně Northamptonshire.
Není děleno na žádné distrikty a je tedy spravováno jako jeden celek. Největší délka od severu k jihu v hrabství je jen 29 km a jeho největší šířka od východu k západu je 27 km. Má také nejnižší populaci ze všech unitárních jednotek v pevninské Anglii a pouze londýnská City má menší rozlohu. Z moderních ceremoniálních hrabství mají menší rozlohu pouze ostrov Wight, londýnská City a Bristol.

## Symboly hrabství

### Vlajka
Vlajka hrabství je tvořena zeleným listem o poměru stran 3:5. Uprostřed listu je umístěna žlutá podkova, se sedmi zelenými (obdélníkovými) otvory pro hřebíky (tzv. podkováky). Na polovině blíže k žerdi jsou čtyři, dále pak tři). Po listu je rozmístěno 13 žlutých žaludů v pěti řadách (3, 2, 3, 2, 3).
Zlatá podkova na zeleném poli je symbolem hrabství již nejméně od roku 1784. Připomíná tradici, kdy museli hodnostáři cestující přes hrabství, odevzdat na zámku v Oakhamu podkovu. Zelená barva symbolizuje zemědělský charakter hrabství a žaludy rozsáhlé lesy, pokrývající kdysi jeho území, a také jméno města (Oak je česky dub). Drobnost žaludů pak připomíná, že Rutland je nejmenší anglické hrabství.
Vlajka byla zavedena 1. května 
1950 jako vlajka Rady hrabství (Rutland County Council). 9. listopadu 2015 Rada souhlasila se zrušením autorských práv a umožnila tak, aby byla vlajka použita jako symbol hrabství.